# Sporty taneczne na Halowych Igrzyskach Azjatyckich 2007

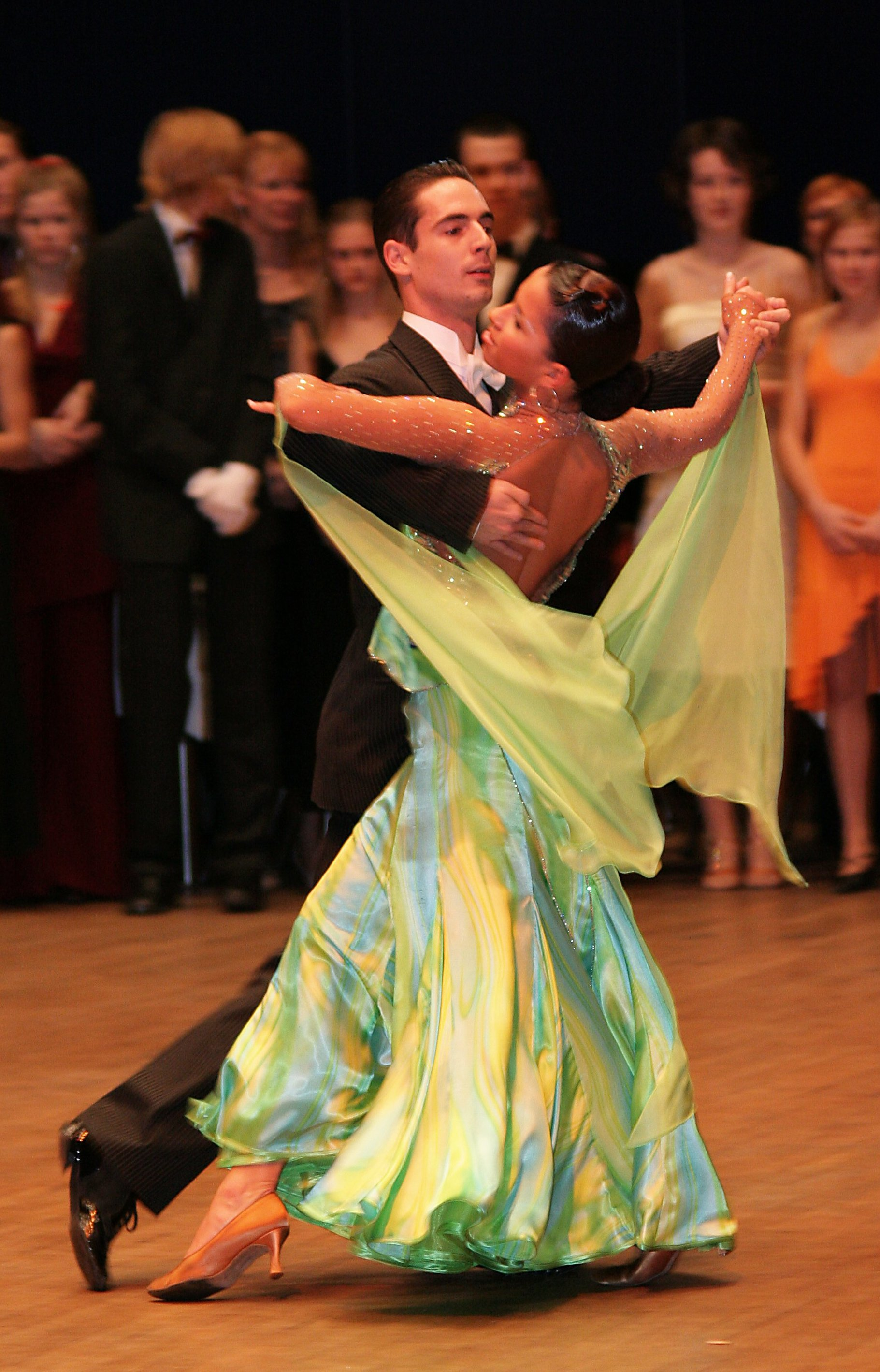

Wyniki zawodów w sportach tanecznych rozegranych podczas Halowych Igrzysk Azjatyckich 2007:

## Tańce latynoamerykańskie

### Pięciobój taneczny
| Lp. | Zawodnicy                            | Medal |
| --- | ------------------------------------ | ----- |
| 1   | Masaki Seko / Chiaki Seko            |       |
| 2   | Boris Maltsev / Zarina Shamsutdinova |       |
| 3   | Wang Wei / Chen Jin                  |       |

### Cha-Cha
| Lp. | Zawodnicy                            | Medal |
| --- | ------------------------------------ | ----- |
| 1   | Boris Maltsev / Zarina Shamsutdinova |       |
| 2   | Wang Wei / Chen Jin                  |       |
| 3   | Xie Wenchao / Lai Sha                |       |

### Jive
| Lp. | Zawodnicy                 | Medal |
| --- | ------------------------- | ----- |
| 1   | Masaki Seko / Chiaki Seko |       |
| 2   | Hou Yao / Zhuang Ting     |       |
| 3   | Xie Wenchao / Lai Sha     |       |

### Paso doble
| Lp. | Zawodnicy                            | Medal |
| --- | ------------------------------------ | ----- |
| 1   | Masaki Seko / Chiaki Seko            |       |
| 2   | Boris Maltsev / Zarina Shamsutdinova |       |
| 3   | Hou Yinshan / Fu Yue                 |       |

### Rumba
| Lp. | Zawodnicy                                | Medal |
| --- | ---------------------------------------- | ----- |
| 1   | Fan Wenbo / Chen Shiyao                  |       |
| 2   | Zhao Yao / Chen Bei                      |       |
| 3   | Watcharakorn Suasuebpun / Warapa Jumbala |       |

### Samba
| Lp. | Zawodnicy                     | Medal |
| --- | ----------------------------- | ----- |
| 1   | Fan Wenbo / Chen Shiyao       |       |
| 2   | Hou Yinshan / Fu Yue          |       |
| 3   | Yutaka Kubota / Miyuki Kubota |       |

## Tańce standardowe

### Pięciobój taneczny
| Lp. | Zawodnicy                               | Medal |
| --- | --------------------------------------- | ----- |
| 1   | Lu Jie / Peng Ding                      |       |
| 2   | Yevgeniy Plokhikh / Yelena Klyuchnikova |       |
| 3   | Kazuki Sugaya / Ikuyo Ozaki             |       |

### Quickstep
| Lp. | Zawodnicy                      | Medal |
| --- | ------------------------------ | ----- |
| 1   | Masayuki Ishihara / Ayama Kubo |       |
| 2   | Dang Qi / Nu Jia               |       |
| 3   | Li Sicheng / Zhou Manni        |       |

### Slow-fox
| Lp. | Zawodnicy                      | Medal |
| --- | ------------------------------ | ----- |
| 1   | Wu Zhi’an / Zheng Cen          |       |
| 2   | Masayuki Ishihara / Ayama Kubo |       |
| 3   | Shen Hong / Liang Yujie        |       |

### Tango
| Lp. | Zawodnicy                      | Medal |
| --- | ------------------------------ | ----- |
| 1   | Shen Hong / Liang Yujie        |       |
| 2   | Masayuki Ishihara / Ayama Kubo |       |
| 3   | Li Sicheng / Zhou Manni        |       |

### Walc wiedeński
| Lp. | Zawodnicy                               | Medal |
| --- | --------------------------------------- | ----- |
| 1   | Yevgeniy Plokhikh / Yelena Klyuchnikova |       |
| 2   | Lu Jie / Peng Ding                      |       |
| 3   | Tsuyoshi Nukina / Mariko Shibahara      |       |

### Walc
| Lp. | Zawodnicy                   | Medal |
| --- | --------------------------- | ----- |
| 1   | Wu Zhi’an / Zhen Cen        |       |
| 2   | Dang Qi / Niu Jia           |       |
| 3   | Kazuki Sugaya / Ikuyo Ozaki |       |